# Hydractinia cytaeiformis
Hydractinia cytaeiformis is een hydroïdpoliep uit de familie Hydractiniidae. De poliep komt uit het geslacht Hydractinia. Hydractinia cytaeiformis werd in 2006 voor het eerst wetenschappelijk beschreven door Vervoort. 